# Ballon de football américain
Pour les articles homonymes, voir Ballon.
Le ballon de football américain (en anglais : football) est l'élément central du football américain.
La marque officielle de ballons de la National Football League (NFL) est Wilson.

## Propriétés
Le ballon est de forme ovale. En NFL, il mesure environ 28 à 28,6 cm de long (11 à 11,25 po), 71,1 à 72,4 cm de circonférence (28 à 28,5 po) et 53,3 à 54 cm de petit périmètre (21 à 21,25 po) et pèse 415g g (14 à 15 oz). La pression du ballon se situe entre 0,85 et 0,92 atm (12,5 à 13,5 psi).
Il comprend un lacet permettant une meilleure prise en main par le quarterback (quart-arrière) en lui permettant d'imprimer un mouvement rotatif qui stabilise et allonge sa trajectoire. Il est également appelé pigskin (« peau de cochon »), matière malléable dont il était fait à l'origine. Il est aujourd'hui fait de cuir de vache.